# 平野海祝
平野 海祝（ひらの かいしゅう、2002年10月14日 - ）は、日本のスノーボード選手。新潟県村上市出身。開志国際高等学校卒業、日本大学スポーツ科学部在学、TOKIOインカラミ所属。同じくスノーボード選手の平野歩夢は兄である。

## 来歴
父・英功が海好きであったことから「海祝」と名づけられた。
幼少期は2人の兄の厳しい状況を見て「自分はやりたくない。学校行ってる方が楽しい」と考えていたが、ソチオリンピックでの次兄・歩夢の活躍を見て、12歳で同じスノーボードの道を目指し、高校・大学も歩夢と同じ学校へ進学した。
2018年、カードローナで開催された世界ジュニア選手権に出場し、3位となった。
2020年1月、ローザンヌユースオリンピックに出場し、平野流佳に次ぐ2位。
2022年1月22日、コロラド州アスペンで開催されたX GAMESスーパーパイプで、スコッティ・ジェイムズ、歩夢に次ぐ3位。兄弟でのメダル獲得となった。2月、北京オリンピックにも出場。練習中にイヤホンが故障するも、歩夢から借りて兄弟そろって決勝に進出、決勝では9位となった。1回目で記録した約7.4メートルのエアをNBCスポーツは「重力の法則を無視する歴史的なジャンプ。世界新記録の高さ」と報じた。「納得いったオリンピック。すごく楽しめた」「この舞台に2人とも立てたことが奇跡なんじゃないかなって思うくらいすごいこと」と語り、高難度のトリックを連発し金メダルを獲得した歩夢については「やっぱメダル取るべき人だなってずっと思ってて。こんなうれしいことあるんかってくらいうれしかった」「頭おかしいですよ。簡単そうにやってるけど」と敬意を表した。
2022年9月より、歩夢と同じくTOKIOインカラミ(イフイング)所属契約が締結された。